# Vepar (demon)
Vepar je, prema demonologiji, četrdeset i drugi duh Goecije koji vlada nad dvadeset i devet legija. U paklu ima titulu vojvode. Uzima lik sirene. Vlada morima, vodi ratne brodove i može uzrokovati oluje na moru. Posjeduje sposobnost inficirati rane ranjenicima, zaraziti ih crvima i uzrokovati njihovu smrt unutar tri dana.